# Серцевий ритм
Серце́вий ритм, частота серцевих скорочень — важлива характеристика фізіологічного стану організму. Зазвичай розраховується як число скорочень серця за хвилину та виражається в числі ударів за хвилину.
У стані спокою середній серцевий ритм дорослої людини становить близько 70 ударів за хвилину для чоловіків і 75 ударів за хвилину для жінок; проте, ця величина значно варіює серед різних людей і зазвичай нижча у спортсменів. Серцевий ритм новонароджених становить 130—150 ударів за хвилину, у підлітків близько 100—130 ударів за хвилину.
Найпоширенішим методом вимірювання серцевого ритму є пульс. Цей метод, проте, може бути неточним у випадку низького серцевого тиску, наприклад при аритмії, при цьому пульс трапляється нижчим, ніж серцевий ритм. Точнішим методом вимірювання серцевого ритму є використання стетоскопа, що також дозволяє виявлення, визначення та дослідження шумів серця.